# Essex megye (New Jersey)
Essex megye az Amerikai Egyesült Államokban, azon belül New Jersey államban található. Megyeszékhelye Newark. Lakosainak száma 863 728 fő (2020. április 1.). Essex megye Passaic, Bergen, Hudson, Union és Morris megyékkel határos.

## Népesség
A megye népességének változása:
| Lakosok száma | 784 476 | 786 337 | 786 943 | 789 565 | 797 434 | 863 728 |
|               | 2010    | 2011    | 2012    | 2013    | 2015    | 2020    |